# Geometrina minor
Geometrina minor är en fjärilsart som beskrevs av W. Warren 1903. Geometrina minor ingår i släktet Geometrina och familjen mätare. Inga underarter finns listade i Catalogue of Life.